# Arcidiocesi di Atene
L'arcidiocesi di Atene (in latino Archidioecesis Atheniensis) è una sede della Chiesa cattolica in Grecia immediatamente soggetta alla Santa Sede. Nel 2022 contava 99750 battezzati su 6127000 abitanti. È retta dall'arcivescovo Theodoros Kontidis, S.I.

## Territorio
L'arcidiocesi estende la sua giurisdizione sui fedeli cattolici di rito latino delle seguenti regioni della Grecia: Attica, Grecia Centrale, Grecia occidentale e Peloponneso.
Sede arcivescovile è la città di Atene, ove si trova la basilica cattedrale di San Dionigi l'Areopagita.
Il territorio si estende su 46775 km² ed è suddiviso in 13 parrocchie.

## Storia
La diocesi di Atene ha origini antichissime. Prima del Grande Scisma del 1054 era una sede suffraganea dell'arcidiocesi di Corinto, elevata al rango di sede metropolitana nel IX secolo.
I cristiani di Atene avevano preso l'abitudine di incidere, tramite graffiti, sulle colonne del Partenone, i nomi dei propri vescovi defunti.
L'arcidiocesi di Atene di rito latino fu eretta agli inizi del XIII secolo in concomitanza con la conquista di Costantinopoli da parte dei Crociati (1204); il Partenone, già cattedrale greca, fu trasformato nella nuova cattedrale latina dedicata alla Madonna. Primo arcivescovo fu il francese Berardo, la cui elezione fu confermata da papa Innocenzo III il 27 novembre 1206.
Lo stesso pontefice, in alcune lettere appartenenti al suo ricco epistolario, definì e chiarì lo statuto della nuova arcidiocesi latina, in continuità con quella greca, di cui prese il posto. Nella lettera del 13 febbraio 1209 elencò le sedi suffraganee di Atene, che erano le medesime che l'arcidiocesi greca aveva in quel periodo: Negroponte, Termopile, Davalia, Aulon, Oreo, Caristo, Coronea, Megara, Ceo, Andro e Sciro. Con la stessa lettera il papa concesse a Berardo il pallio.
Dopo la caduta di Costantinopoli (1453), anche gli altri territori della Grecia in mano agli Occidentali finirono per essere sottomessi dai turchi; Atene fu conquistata nel 1458. L'ultimo arcivescovo latino, Nicola Protimo, fuggì dalla città e si rifugiò nell'isola di Eubea, governata dai veneziani; qui rimase fino alla morte nel 1482. Da questo momento l'arcidiocesi latina fu soppressa e trasformata in sede titolare.
Nel 1833 la Grecia ottenne l'indipendenza. L'anno successivo, il 19 agosto, papa Gregorio XVI istituì la delegazione apostolica di Grecia, con il compito di curare gli interessi dei fedeli cattolici del nuovo regno greco. Il 23 luglio 1875, in forza del breve Apostolatus officium, papa Pio IX restaurò l'arcidiocesi latina di Atene, con giurisdizione sull'Attica, affidandola ai delegati apostolici, che ebbero al contempo il doppio titolo di arcivescovi (per la sola regione attica) e di delegati apostolici (per il resto del Paese).
Il 18 marzo 1926, in forza del breve Quae catholico di papa Pio XI, il territorio del Peloponneso e l'isola di Cerigo, fino ad allora senza giurisdizione ecclesiastica ed amministrati direttamente dal delegato apostolico, furono uniti all'arcidiocesi di Atene. Nello stesso anno, altre modifiche territoriali introdotte dalla Santa Sede, posero fine al ruolo di delegato apostolico dell'arcivescovo di Atene.
Dal 1992 l'arcivescovo è anche amministratore apostolico sede vacante dell'arcidiocesi di Rodi.

## Cronotassi
Si omettono i periodi di sede vacante non superiori ai 2 anni o non storicamente accertati.

### Arcivescovi latini
- Berardo † (prima del 27 novembre 1206 - dopo il 1223 ?)
- Anonimo † (menzionato nel 1243)
- Corrado di Sumo † (15 febbraio 1253 - ? deceduto)
- Anonimo † (menzionato nel 1261)
- P. † (9 novembre 1268 - ? deceduto)
- Uldrico † (20 maggio 1273 - ? deceduto)
- Stefano Mangiatero, O.P. † (circa 1300 - ?)
- Antonio di Talenti, O.S.B. † (? - circa 1339 deceduto)
- Franceschino, O.Cist. † (1339 - ?)
- Nicola † (prima del 1345 - ? deceduto)
- Giovanni † (8 giugno 1351 - ? deceduto)
- Nicola † (9 giugno 1357 - ? deceduto)
- Francesco, O.F.M. † (20 agosto 1365 - ?)
- Giovanni † (? - circa 1370 deceduto)
- Antonio Balistari, O.F.M. † (27 marzo 1370 - ?)
- Antonio di Genebreda † (prima del 1382 - ? deceduto)
- Antonio Blasi † (14 maggio 1388 - ?)
- Lodovico Aliotti † (12 giugno 1392 - 1º giugno 1398 nominato vescovo di Volterra)
- Antonio † (24 aprile 1399 - ? deceduto)
- Franceschino, O.Cist. † (? - 9 maggio 1400 deceduto)
- Andrea (Nicola) de Lucha, O.Carm. † (6 settembre 1409 - ? deceduto)
- Giovanni Antonio da Corinto † (2 agosto 1426 - ? deceduto)
- Francesco † (5 novembre 1427 - ? deceduto)
- Filippo Aulini † (18 maggio 1429 - ? deceduto)
- Nicola Protimo † (6 luglio 1446 - 1482 deceduto)

### Arcivescovi latini (sede restaurata)
- Giovanni Marangò † (23 luglio 1875 - 17 dicembre 1891 deceduto)
- Giuseppe Zaffino † (29 aprile 1892 - 7 febbraio 1895 deceduto)
- Gaetano De Angelis, O.F.M.Conv. † (10 maggio 1895 - 28 marzo 1900 deceduto)
- Antonio Giovanni Battista Delenda † (29 aprile 1900 - 10 settembre 1911 deceduto)
- Louis Petit, A.A. † (4 marzo 1912 - 24 giugno 1926 dimesso[3][4])
- Giovanni Francesco Filippucci (Filippoussis) † (25 gennaio 1927 - 29 maggio 1947 nominato arcivescovo di Nasso, Andro, Tino e Micono)
- Marco Sigala † (29 maggio 1947 - 10 marzo 1950 deceduto)
- Marius Macrionitis, S.I. † (11 marzo 1953  - 8 aprile 1959 deceduto)
- Venedictos Printesis † (15 maggio 1959 - 17 novembre 1972 dimesso)
- Nikólaos Fóscolos (25 giugno 1973 - 12 agosto 2014 ritirato)
- Sevastianos Rossolatos (12 agosto 2014 - 14 luglio 2021 ritirato)
- Theodoros Kontidis, S.I., dal 14 luglio 2021

## Statistiche
L'arcidiocesi nel 2022 su una popolazione di 6.127.000 persone contava 99.750 battezzati, corrispondenti all'1,6% del totale.
| anno | popolazione | popolazione | popolazione | presbiteri | presbiteri | presbiteri | presbiteri                | diaconi | religiosi | religiosi | parrocchie |
| anno | battezzati  | totale      | %           | numero     | secolari   | regolari   | battezzati per presbitero | diaconi | uomini    | donne     | parrocchie |
| ---- | ----------- | ----------- | ----------- | ---------- | ---------- | ---------- | ------------------------- | ------- | --------- | --------- | ---------- |
| 1950 | 30.000      | 6.000.000   | 0,5         | 30         | 12         | 18         | 1.000                     |         | 60        | 77        | 9          |
| 1958 | 46.000      | 4.000.000   | 1,1         | 35         | 12         | 23         | 1.314                     |         | 42        | 70        | 8          |
| 1970 | ?           | ?           | ?           | 40         | 17         | 23         | ?                         |         | 26        | 65        | 10         |
| 1980 | 26.500      | 5.756.000   | 0,5         | 34         | 12         | 22         | 779                       |         | 45        | 65        | 13         |
| 1990 | 32.000      | 6.315.500   | 0,5         | 44         | 16         | 28         | 727                       |         | 52        | 68        | 14         |
| 1999 | 41.000      | 6.614.000   | 0,6         | 44         | 16         | 28         | 931                       |         | 49        | 77        | 14         |
| 2000 | 30.000      | 6.000.000   | 0,5         | 41         | 17         | 24         | 731                       |         | 44        | 75        | 14         |
| 2001 | 30.000      | 6.000.000   | 0,5         | 40         | 17         | 23         | 750                       |         | 44        | 71        | 14         |
| 2002 | 30.000      | 6.200.000   | 0,5         | 43         | 18         | 25         | 697                       |         | 42        | 71        | 14         |
| 2003 | 100.000     | 6.200.000   | 1,6         | 44         | 18         | 26         | 2.272                     |         | 41        | 73        | 14         |
| 2004 | 100.000     | 6.200.000   | 1,6         | 41         | 18         | 23         | 2.439                     |         | 39        | 66        | 13         |
| 2006 | 100.000     | 6.130.000   | 1,6         | 43         | 19         | 24         | 2.325                     |         | 38        | 60        | 14         |
| 2012 | 101.600     | 6.285.000   | 1,6         | 41         | 19         | 22         | 2.478                     | 2       | 38        | 50        | 14         |
| 2015 | 100.000     | 6.150.000   | 1,6         | 36         | 16         | 20         | 2.777                     | 2       | 34        | 51        | 15         |
| 2018 | 100.000     | 6.145.400   | 1,6         | 43         | 23         | 20         | 2.325                     | 3       | 36        | 44        | 14         |
| 2020 | 99.950      | 6.137.730   | 1,6         | 35         | 18         | 17         | 2.855                     | 5       | 34        | 38        | 14         |
| 2022 | 99.750      | 6.127.000   | 1,6         | 36         | 19         | 17         | 2.770                     | 5       | 34        | 38        | 13         |